# Charles François Antoine Morren
Charles François Antoine Morren (Gand, 3 marzo 1807 – Liegi, 17 dicembre 1858) è stato un botanico belga.

## Biografia
Morren insegnò fisica presso l'Università di Ghent tra il 1831 e il 1835. Contemporaneamente studiò medicina e si laureò nel 1835. Divenne professore straordinario di botanica presso l'Università di Liegi dal 1835 al 1837 e professore ordinario dal 1837 al 1854.
Morren scoprì che il fiore di vaniglia viene impollinato dall'ape Melipone, questo caso si verifica solo in Messico.  
Hernán Cortés portò alla scoperta della vaniglia e l'eventuale impollinazione, dato che 300 anni fa questo era ancora da scoprire. Morren fu il primo a scoprire un metodo di impollinazione artificiale, che ha permesso di coltivare la vaniglia nelle colonie francesi.
Era il padre di Charles Jacques Édouard Morren. Morren e suo figlio hanno prodotto la rivista La Belgique horticole, journal des jardins et des vergers. 
Alcuni dei 35 volumi furono pubblicati tra il 1851 e il 1885. Fu anche il direttore del giardino botanico dell'Università di Liegi.
Morren coniò il termine fenologia, che si riferisce alla disciplina scientifica che studia i cicli stagionali di animali e piante. Morren utilizzò questo termine durante una conferenza pubblica nel 1849 presso l'Accademia di Bruxelles. Il primo uso del termine fenologia in un documento scientifico risale al 1853 quando Morren pubblicò Souvenirs phénologiques de l'hiver 1852-1853 ("Memorie fenologiche dell'inverno 1852-1853").

## Pubblicazioni
- Morren, C. (1838). Recherches sur le mouvement et l'anatomie du Stylidium graminifolium. Mem. Acad. Roy. Scien. et belles lett., Brux.
- Morren, C. (1853) Souvenirs phénologiques de l'hiver 1852–1853. Bulletin de l'Académie royale des Sciences, des Lettres et des Beaux-Arts de Belgique. Tome XX, 1e partie, pp. 160–186.